# Kassels spårväg

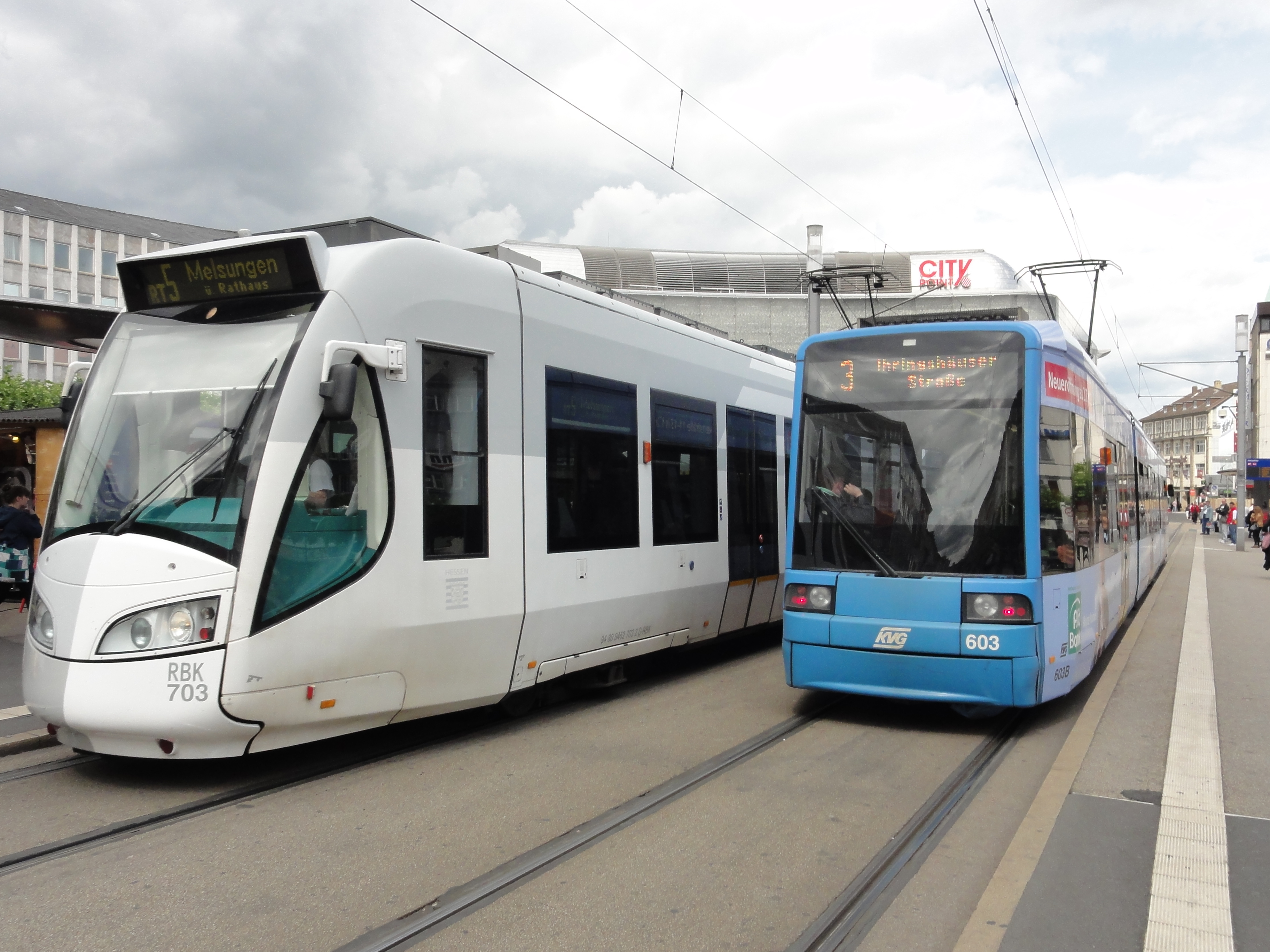
Duospårvagn till vänster, stadsspårvagn till höger vid Königsplatz.

Kassels spårväg är ett spårvägssystem i Hessens tredje största stad Kassel. 
Den första delsträckan invigdes år 1877. Spårvägen är sammankopplad med duospårvagnslinjerna, som sammanbinder spårvägsnätet med järnvägen, och som benämns som RegioTram.

## Linjer

### Stadsnätet
| Linje 1  | Wilhelmshöhe (- Rolandstraße bei Fahrten nur bis Bf Wilhelmshöhe)– Bf Wilhelmshöhe – Wilhelmshöher Allee – Königsplatz - Holländische Straße (– Vellmar Nord in Bau)                                                |
| Linje 3  | Druseltal – Bf Wilhelmshöhe – Wilhelmshöher Allee – Königsplatz – Ihringshäuser Straße |
| Linje 4  | Mattenberg – Helleböhn – Bf Wilhelmshöhe – Friedrich-Ebert-Straße – Königsplatz – Leipziger Straße – Kaufungen – Helsa – Hessisch Lichtenau                                                                         |
| Linje 4S | Wie Linie 4, lässt aber die Haltestellen Waldhof, Oberkaufungen Mitte, Rieckswiesen, Niederkaufungen Mitte, Industriestraße, Am Kupferhammer und Forstfeldstraße aus.                                               |
| Linje 5  | Baunatal – / (VW-Werk Schleife –) Mattenberg – Auestadion – (Scheidemannplatz nur bei Fahrten bis Am Stern) – Königsplatz - Holländische Straße                                                                     |
| Linje 5S | Wie Linie 5, lässt aber die Haltestellen Altenbaunaer Straße, Keilsbergstraße, Brüder-Grimm-Straße, Bf Niederzwehren und Park Schönfeld sowie in Baunatal die Haltestellen Hünstein und Albert-Einstein-Straße aus. |
| Linje 6  | Brückenhof – Auestadion – Königsplatz – Wolfsanger |
| Linje 7  | (Baunatal - Mattenberg –) / (Rolandstraße nur bei Fahrten bis Bf Wilhelmshöhe) - Bf Wilhelmshöhe – Goethestraße – Lutherplatz – (5/7 Königsplatz) – Klinikum Kassel – Ihringshäuser Straße                          |
| Linje 8  | Hessenschanze – Friedrich-Ebert-Straße – Königsplatz – Leipziger Platz – Kaufungen Papierfabrik |

### RegioTram
| Linje    | Sträcka                   | Notering |
| -------- | ------------------------- | -------- |
| Line RT1 | Hofgeismar-Hümme – Kassel |          |
| Line RT4 | Wolfhagen – Kassel        |          |
| Line RT5 | Melsungen – Kassel        |          |